# 佘城
佘城（1938年7月27日—），字干侯，自號迂叟，居所號不礙雲山樓，著名藝術史理論家。曾任職台北故宮博物院研究員、台灣師範大學美術系研究所、私立中國文化大學美術系研究所兼任教授、台灣省立美術館徵集國畫組評審委員、國立歷史博物館美術文物評鑑委員、北京故宮博物院客座研究員等，畢生從事藝術史、理論研究，工作、著述卓著。

## 生平
佘城祖籍浙江蘭溪游埠，生於湖南醴陵。父佘秋潮，早歲業醫，抗日軍興，棄醫從軍。1949年進入廣東省衛生處任職，1950年秋輾轉海南島抵達台灣，機關解散應聘苗栗農校任校醫，遂定居苗栗，後遷花蓮。初入苗栗大同國小，由於逃難途間遭遇海盜洗劫，家徒四壁，遂以課餘販賣冰棒完成學業。
其後，1953年入新竹中學、1959年入台灣師範大學，皆幸獲獎學金渡過。由於自幼喜愛繪畫，大學選讀藝術系，所習中、西藝術，中國部分則有國畫、書法、篆刻、板畫、理論等，多能獲得老師器重期許，卻更鍾情畫史、畫論方面研究。畢業後，遂以此為終生職志。
1968年7月，進入台北故宮博物院書畫組。
1973年，獲美國洛克斐勒基金會藝術獎助金獎助，進入堪薩斯州立大學藝術研究所深造兩年半。
1976年，返回故宮博物院工作，擔任副研究員兼登錄組長，掌管全院文物登錄、清查、新增文物之徵集、文物出借與借入展覽文物之辦理等工作，
1991年，升任送審教育部審定研究員，兼理登錄組業務，迄止2001年退休。

## 維護文物的重要工作事蹟
一、台北故宮博物院典藏文物，種類繁雜，數量龐大，除了博物院成立之初接收皇宮各處陳列文物，當時按宮殿依千字文代號所登錄的編號，後來一直未有重作新的號碼。由於舊號碼對於全院文物現代管理毫無作用。自美留學返院，接掌文物登錄工作，為迎合使用電腦管理需要，於是規劃設計一套文物分類編號系統，即目前故宮所使用的典藏號碼。
二、籌辦台北故宮博物院遷台文物首度大清點。台北故宮博物院現有典藏為合併原故宮博物院、中央博物院所有，共3,824箱都608,171件，另加遷台後新增文物36,097件。工作為時兩年，1989年7月1日至1991年6月60日。清點委員皆為外聘，除政府機關教育部、文建會、中研院、審計部各派一人，另聘對歷史、文化、藝術具有高深研究之社會人士十六人，安排輪流分組進行清點核對。事後為昭示社會，完成新製清冊，分送行政院、審計部、國有財產局各一套，藉備存案。

## 著作
除〈談唐代書壇怪傑李邕的書法藝術〉、〈元代唐棣之研究〉、〈論戴進 – 明代浙派繪畫開創者的生平與藝術〉、〈從故宮博物院收藏談中國的刺繡〉、〈從個人風格來探討一件偽蘇軾法書〉等二十餘篇專文外，專書有下：
- 《中國的花鳥畫》（1987年，行政院文化建設委員會 出版、文化資產叢書，台北）

- 《明代青花瓷器發展與藝術之研究》（1986年，文史哲出版社 出版，台北）

- 《北宋圖畫院新探》（1987年、文史哲出版社 出版、台北）

- 《中國歷代畫家存世作品總覽》（六大冊）（2017年，文史哲出版社 出版，台北）

- 《宋代繪畫發展史》（2017年，榮寶齋出版社 出版，北京）

- 《元代藝術史紀事編年》（2017年，天津出版傳媒集團、天津人民美術出版社 出版，天津）

- 《唐代繪畫史》（印刷中，榮寶齋出版社 出版，北京）
- 《元代畫家作品題跋詩文彙編》（上、下冊）（2021年，文史哲出版社 出版，台北）
- 《中國古代畫家存世作品概覽》（六大冊）（2021年12月，遼寧人民出版社 出版，瀋陽）